# العلاقات المغربية البالاوية
العلاقات المغربية البالاوية هي العلاقات الثنائية التي تجمع بين المغرب وبالاو.

## مقارنة بين البلدين
هذه مقارنة عامة ومرجعية للدولتين:
| وجه المقارنة                                              | المغرب                                 | بالاو                         |
| --------------------------------------------------------- | -------------------------------------- | ----------------------------- |
| المساحة (كم2)                                             | 710.85 ألف                             | 465                           |
| عدد السكان (نسمة)                                         | 36.07 مليون                            | 21.73 ألف                     |
| الكثافة السكانية (ن./كم²)                                 | 50.74                                  | 4.67 ألف                      |
| العاصمة                                                   | الرباط                                 | نغيرولمود، كورور              |
| اللغة الرسمية                                             | اللغة العربية، أمازيغية معيارية مغربية | لغة إنجليزية، اللغة البالاوية |
| العملة                                                    | درهم مغربي                             | دولار أمريكي                  |
| الناتج المحلي الإجمالي (بليون دولار)                      | 109.14 مليار                           | 291.54 مليون                  |
| الناتج المحلي الإجمالي (تعادل القوة الشرائية) بليون دولار | 274.06 مليار                           | 326.12 مليون                  |
| الناتج المحلي الإجمالي الاسمي للفرد دولار أمريكي          | 2.88 ألف                               | 13.50 ألف                     |
| الناتج المحلي الإجمالي للفرد دولار أمريكي                 | 7.49 ألف                               | 14.76 ألف                     |
| مؤشر التنمية البشرية                                      | 0.628                                  | 0.780                         |
| رمز المكالمات الدولي                                      | +212                                   | +680                          |
| رمز الإنترنت                                              | .ma                                    | .pw                           |
| المنطقة الزمنية                                           | ت ع م+01:00                            | ت ع م+09:00                   |

## منظمات دولية مشتركة
يشترك البلدان في عضوية مجموعة من المنظمات الدولية، منها:
| علم المنظمة | اسم المنظمة                        | تاريخ انضمام المغرب | تاريخ انضمام بالاو |
| ----------- | ---------------------------------- | ------------------- | ------------------ |
|             | مؤسسة التنمية الدولية              | 29 ديسمبر 1960      | 16 ديسمبر 1997     |
|             | الأمم المتحدة                      | 12 نوفمبر 1956      | 15 ديسمبر 1994     |
|             | منظمة حظر الأسلحة الكيميائية       | ?                   | ?                  |
|             | مؤسسة التمويل الدولية              | 30 أغسطس 1962       | 16 ديسمبر 1997     |
|             | وكالة ضمان الاستثمار متعدد الأطراف | 17 سبتمبر 1992      | 16 ديسمبر 1997     |
|             | يونسكو                             | 7 نوفمبر 1956       | 20 سبتمبر 1999     |
|             | البنك الدولي للإنشاء والتعمير      | 25 أبريل 1958       | 16 ديسمبر 1997     |

## وصلات خارجية
- موقع وزارة الخارجية المغربية